# 小川未明文学賞
小川未明文学賞（おがわみめいぶんがくしょう）は、「日本近代童話の父」と称される小川未明の没後30周年を記念して1991年に創設された、公募による児童文学賞である。小川未明文学賞委員会と、新潟県上越市が主催している。応募資格はプロ・アマを問わない。短編部門と長編部門があり、応募締め切りは毎年10月末日。未発表作品に限られている。
現在の選考委員は、今井恭子、小川英晴、小埜裕二、柏葉幸子、矢崎節夫、株式会社Gakken児童読み物チーム編集長。
大賞受賞者には賞金100万円と記念品の『小川未明童話全集』（大空社）が授与され、大賞作品は株式会社Gakkenより書籍化される。また、優秀賞受賞者には賞金20万円が授与される。

## 概要
第1回・第2回は小川未明文学賞委員会と日本児童文芸家協会が主催した。第3回から第7回までは小川未明文学賞委員会が主催、新潟県上越市教育委員会が共催した。（第3回は上越市教育委員会後援）第8回からは、小川未明文学賞委員会と小川未明の出身地である新潟県上越市が共同で主催し、文学賞の募集・選考・運営が行われている。これまでの選考委員には、関英雄、角田光男、三木卓、岡上鈴江、杉みき子、川村たかし、手島悠介、浜野卓也、砂田弘などがいる。
第1回から第8回の大賞受賞作品はNTT出版から刊行された。第9回以降の大賞受賞作品は学研より刊行されている。また、優秀賞受賞作品の中には、学研、くもん出版、岩崎書店、汐文社などから書籍化されているものもある。
第1回から第22回までは長編のみの募集であったが、第23回から短編の募集が加わった。第20回から応募締め切りが10月末日となり、贈呈式は3月、東京都内と新潟県上越市内で隔年開催されている。
本文学賞から出発した児童文学作家には、今井恭子、中山聖子、宮下恵茉、森島いずみなどがいる。

## 受賞作
| 回     | 年     | 大賞 | 優秀賞 |
| ------ | ------ | --- | --- |
| 第1回  | 1992年 | 浜祥子『おじいさんのすべり台』（NTT出版）                                                                                             | 小倉明（受賞時名：星野有三）「パン焼きコンクール」 （出版名『トレモスのパン屋』くもん出版） 井上夕香『魔女の子モッチ』（学研）                                                                                          |
| 第2回  | 1993年 | 山下勇「ウミガメ回遊記」 （出版名『ウミガメ ケン太の冒険』NTT出版）                                                                   | 鈴木由美「父さんの贈り物」 佐々木真水「イルカのいない海」 |
| 第3回  | 1994年 | 高見ゆかり『さかなのきもち』（NTT出版）                                                                                               | 鈴木ムク「神サマ、出テオイデ」 小林紀美子「アレックス先生によろしく」 |
| 第4回  | 1995年 | 小林礼子『ガールフレンド』（NTT出版）                                                                                                 | 高村紀代華「水晶樹の眠る森」 中村真里子「エイリアンアパートにいらっしゃい」 |
| 第5回  | 1996年 | 安達省吾「アルビダの木」 （出版名『アルビダの夢』NTT出版）                                                                            | 遠藤みえ子「スージーさんとテケテンテン」 文月飛鳥「三日おくれの新学期」 |
| 第6回  | 1997年 | 北岡克子「風の鳴る夜」 （出版名『ぼくって弱虫』NTT出版）                                                                              | 梅原賢二「トラブル昆虫記」 伊藤遊「フシギ稲荷」 |
| 第7回  | 1998年 | 中尾三十里「あいつさがし」 （出版名『あいつ探し』NTT出版）                                                                            | 石田はじめ「はるかなる隣人」 （出版名『ホロヌカップのユキ』国土社） まごころのりお「ロトルの森」 |
| 第8回  | 1999年 | ミキオ・E『おけちゅう』（NTT出版） | 高森千穂「レールの向こうの町から」 （出版名『レールの向こうへ』アリス館） 池田みゆき「瞳に星が宿る時」 |
| 第9回  | 2000年 | 奥山かずお『のどしろの海』（学研） | 山口タオ「地球のかけら」 上仲まさみ「明かりの向こう側」 |
| 第10回 | 2001年 | 津島節子『目をつぶれば、きつねの世界』（学研）                                                                                        | 梅原賢二「Oh!父さん」 あんずゆき（受賞時名：杏有記）「風・吹いた!」 （出版名『冒険に行こう、じいちゃん』文研） |
| 第11回 | 2002年 | 青山季市『ど・ん・ま・い』（学研） | 小山内こころ（受賞時名：藤平恵里）「ナナとおはなしのたね」 （出版名『ムーンストーンハウス』学研） 吉木智「カエルのなみだ」                                                                                              |
| 第12回 | 2003年 | 今井恭子「たぶん、わたしって、すごーくラッキー」 （出版名『歩きだす夏』学研）                                                         | 廣田衣世「はっけよい、マメ太!」 杏有記「ブルーモンキー」 |
| 第13回 | 2004年 | 中山聖子「夏への帰り道」 （出版名『三人だけの山村留学』学研）                                                                         | 山本ひろし「君だけの物語」 小松原宏子「ぼくの『朝』」 |
| 第14回 | 2005年 | 志津谷元子「春への坂道」（出版名『吹きぬけの青い空』学研）                                                                            | 新村としこ「エレーナとオオカミ」 小川直美「ご存知、あじさい園でございます」 |
| 第15回 | 2006年 | 宮下恵茉（受賞時名：山下三恵）「ジジ」 （出版名『ジジ きみと歩いた』学研）                                                            | 山下奈美「アイ・アム・アンクル」 （出版名『ぼくはおじさん－アイム・アン・アンクル－』小峰書店） 森島いずみ（受賞時名：もりいずみ）「ニイハオ！ ミンミン」 （出版名『まっすぐな地平線』偕成社）                          |
| 第16回 | 2007年 | 山下奈美「ヘア・スタイリストのなみだ」 （出版名『これ、ぼくの宝物です』学研）                                                         | 岩田千里「ひらけ、空!」 白川みこと「とべ、ネージュ!」 |
| 第17回 | 2008年 | ながすみつき『空と大地と虹色イルカ』（学研）                                                                                          | 森夏月「七日七夜の朝に」 もりおみずき「ティダピルマ」 |
| 第18回 | 2009年 | 市川洋介『アンモナイトの森で』（学研教育出版）                                                                                        | 森川成美「アオダイショウの日々」 白川みこと「ぼくらの宝島」 |
| 第19回 | 2010年 | 滝井幸代『レンタルロボット』（学研教育出版）                                                                                          | 小林旬子「裸足でジャンプ」 熊谷千世子「海を越えてアミーゴ」 |
| 第20回 | 2011年 | 森島いずみ（受賞時名：もりいずみ)『パンプキン・ロード』（学研教育出版）                                                               | 山中真理子「けやき」 大澤桃代「アユミといっしょに」 |
| 第21回 | 2012年 | 浅野竜『木かげの秘密』（学研教育出版）                                                                                                | 島尻勤子「「くすぐりの木」と「しめ殺しの木」」 うのはらかい「じいちゃんが花をうえた日」 |
| 第22回 | 2013年 | 宇佐美敬子『影なし山のりん』（学研教育出版）                                                                                          | こうまるみずほ「黒い子ネコと魔女おじさん」 髙森美由紀「春一番」 |
| 第23回 | 2014年 | 宮崎貞夫「ななこ姉ちゃんのふるさと」 （出版名『ななこ姉ちゃん』学研プラス）                                                           | 別司芳子「でこぼこ凸凹あいうえお」 （出版名『凸凹あいうえおの手紙』くもん出版） 井岡道子「ママギャング」 うのはらかい「天の網」                                                                                         |
| 第24回 | 2015年 | こうだゆうこ『四年ザシキワラシ組』（学研プラス）                                                                                      | 中村淳（受賞時名：中村おとぎ）「野生の力がのりうつる」 （出版名『ぼくたちのおばけ沼－「ひとりぼっち」の友情物語』汐文社） 江森葉子「停車場通りのものがたり－みんな、生きた。昭和10年オムニバス－」 水都「夏休みの音色」 |
| 第25回 | 2016年 | 束田澄江「蝶のくれたプレゼント」（出版名『あした飛ぶ』学研プラス）                                                                    | かみやとしこ「ぼくの父ちゃん」 |
| 第26回 | 2017年 | ちばるりこ「供養絵－心寄り添い人－」 （出版名『スケッチブック 供養絵をめぐる物語』学研プラス）                                        | 土屋千鶴「瀬戸内少年記－海人とルソン－」 （出版名『カイトとルソンの海』小学館） |
| 第27回 | 2018年 | 藤村沙希「湊まちの寅吉」（出版名『湊町の寅吉』学研プラス）                                                                            | 河村一美「昔、瞽女さんが雁木の町を歩いていたんだよ」 |
| 第28回 | 2019年 | 北川佳奈「シャ・キ・ペシュ理容店のジョアン」 （出版名『ぼくに色をくれた真っ黒な絵描き－シャ・キ・ペシュ理容店のジョアン』学研プラス） | かみやとしこ「トリロン」 |
| 第29回 | 2020年 | かみやとしこ「屋根に上る」（学研プラス）                                                                                              | ハンノタヒロノブ「さよならトルモリ王国」 |
| 第30回 | 2021年 | 島村木綿子「カステラアパートのざらめさん」（株式会社Gakken）                                                                          | 中村真里子「光をつなぐ」 |
| 第31回 | 2022年 | 有本綾「小さな僕のメロディ」 （出版名『今日もピアノ・ピアーノ』株式会社Gakken）                                                       | 藤江洋一「それでええんや」 |
| 第32回 | 2023年 | 古都こいと「如月さんちの今日のツボ」 （出版名『きさらぎさんちは今日もお天気』株式会社Gakken）                                         | やすふみえ「まよいねこトラと五万五十五歩」 |
| 第33回 | 2024年 | 黒田季菜子「ほーちゃんと、旅に出る」                                                                                                  | 岩田早苗「まねき猫よろず相談所」 |